# Дастгир, Ануш
Ану́ш Дастги́р (27 ноября 1989, Джабал-Сарадж, Парванский вилаят, ДРА) — афганский и нидерландский футболист, выступавший на позициях защитника и полузащитника. С 2016 года осуществляет тренерскую деятельность.
С июля 2018 года главный тренер национальной сборной Афганистана, а с 2017 года параллельно руководит нидерландским клубом «НЕК Аматеурс». Выступал за сборную Афганистана в 2015—2016 годах, сыграл четыре матча. Футбольное образование получил в Нидерландах. Выступал за юношеские и молодёжные команды нидерландских клубов «Осс» и «ВВВ-Венло». Профессиональную карьеру начал в 2012 году в составе нидерландского клуба «НЕК», являлся игроком данного клуба до 2015 года. В 2012—2013 годах играл в аренде за «ВВ-Капелле». Завершил карьеру игрока в 2015 году в составе команды «Линден».
В 2016 году являлся ассистентом главного тренера нидерландского клуба «НЕК Аматеурс». В ноябре 2016 года течение нескольких дней являлся исполняющим обязанности главного тренера сборной Афганистана. С 2017 года по июль 2018 года являлся ассистентом главного тренера сборной Афганистана. С 2017 года параллельно является главным тренером нидерландского клуба «НЕК Аматеурс». В июле был назначен уже главным тренером сборной Афганистана.